# Darband (ort i Iran, Zanjan)
Darband (persiska: درببد) är en ort i Iran.   Den ligger i provinsen Zanjan, i den nordvästra delen av landet, 280 km väster om huvudstaden Teheran. Darband ligger 1 758 meter över havet och antalet invånare är 218.
Terrängen runt Darband är lite kuperad, och sluttar norrut.Runt Darband är det ganska tätbefolkat, med 52 invånare per kvadratkilometer. Närmaste större samhälle är Zarrīnābād, 12,0 km nordost om Darband. Trakten runt Darband består i huvudsak av gräsmarker.